# Die Alten Sprachen im Unterricht
Die Alten Sprachen im Unterricht (DASiU) ist das Mitteilungsblatt der Landesverbände Bayern und Thüringen im Deutschen Altphilologenverband.
Die Zeitschrift ist ein fachpolitisches und fachdidaktisches Periodikum für Latein und Griechisch an Schulen und Universitäten und wird daher deutschlandweit vertrieben und rezipiert. Ebenso wie das Mitteilungsblatt des Deutschen Altphilologenverbands Forum Classicum erscheint die Zeitschrift vierteljährlich im C.C. Buchners Verlag Bamberg.
Die erste Ausgabe erschien 1953. Bis 1993 (Jahrgang 43) war DASiU das Mitteilungsblatt des Landesverbandes Bayern. Seit dem Jahr 1994 dient es auch dem Landesverband Thüringen als Verbandszeitschrift. Online indiziert sind sämtliche Jahrgänge von 1970 bis 2007, Teile der Jahrgänge 2008 und 2009 sowie die Ausgaben der Jahre 1962 und 1968.
Herausgeber ist seit 1980 der Berliner Altphilologe Friedrich Maier (bis 1997 zusammen mit Günter Wojaczek).